# West Pittston
West Pittston és una població dels Estats Units a l'estat de Pennsilvània. Segons el cens del 2000 tenia 3.542 habitants.

## Demografia
Segons el cens del 2000, West Pittston tenia 5.072 habitants, 2.243 habitatges, i 1.397 famílies. La densitat de població era de 2.388,2 habitants per km².
Dels 2.243 habitatges en un 24,2% hi vivien nens de menys de 18 anys, en un 46,4% hi vivien parelles casades, en un 12,3% dones solteres, i en un 37,7% no eren unitats familiars. En el 34% dels habitatges hi vivien persones soles el 19,5% de les quals corresponia a persones de 65 anys o més que vivien soles. El nombre mitjà de persones vivint en cada habitatge era de 2,26 i el nombre mitjà de persones que vivien en cada família era de 2,92.
Per edats la població es repartia de la següent manera: un 20% tenia menys de 18 anys, un 6,5% entre 18 i 24, un 27,3% entre 25 i 44, un 23,4% de 45 a 60 i un 22,9% 65 anys o més.
L'edat mediana era de 42 anys. Per cada 100 dones de 18 o més anys hi havia 77,5 homes.
La renda mediana per habitatge era de 33.030$ i la renda mediana per família de 41.729$. Els homes tenien una renda mediana de 35.386$ mentre que les dones 20.656$. La renda per capita de la població era de 20.370$. Entorn del 9,6% de les famílies i el 10,1% de la població estaven per davall del llindar de pobresa.

## Poblacions més properes
El següent diagrama mostra les poblacions més properes.